# Circondario di Kamenz
Il circondario di Kamenz (in tedesco Landkreis Kamenz, in sorbo Kamjenc) era un circondario della Sassonia di 148 500 abitanti, che aveva come capoluogo Kamenz.
Il 1º agosto 2008 il circondario di Kamenz è stato annesso al circondario di Bautzen.

## Città e comuni
(Abitanti al 31 dicembre 2006)
| Città 1. Bernsdorf (5.644) 2. Elstra (3.062) 3. Großröhrsdorf (7.174) 4. Kamenz (18.009) 5. Lauta (8.325) 6. Königsbrück (4.622) 7. Pulsnitz (6.531) 8. Radeberg (18.623) 9. Wittichenau (6.168) | Comuni 1. Arnsdorf (4.837) 2. Bretnig-Hauswalde (3.189) 3. Crostwitz (1.144) 4. Elsterheide (3.920) 5. Großnaundorf (1.067) 6. Haselbachtal (4.582) 7. Laußnitz (2.046) 8. Lichtenberg (1.736) 9. Lohsa (6.042) 10. Nebelschütz (1.237) 11. Neukirch (1.768) 12. Oberlichtenau (1.472) 13. Ohorn (2.523) 14. Oßling (2.576) 15. Ottendorf-Okrilla (10.094) 16. Panschwitz-Kuckau (2.198) 17. Räckelwitz (1.230) 18. Ralbitz-Rosenthal (1.810) 19. Schönteichen (2.358) 20. Schwepnitz (2.738) 21. Spreetal (2.223) 22. Steina (1.801) 23. Wachau (4.511) 24. Wiednitz (1.040) |